# بازار وکیل (کرمان)
بازار وکیل در انتهای بازار اختیاری، از بازار بزرگ کرمان قرار گرفته‌است. محمد اسماعیل خان وکیل الملک و پسرش مجموعهٔ بزرگ وکیل را که شامل کاروان‌سرای وکیل، بازار وکیل، حمام وکیل، مسجد وکیل و آب انبار وکیل است از خود به یادگار گذاشتند و هنوز هم به نام وکیل خوانده می‌شود. بازار آن از زیباترین بازارهاست که بدست توانمند استاد محمدعلی فلاحتی مروست مرمت شد. بازار وکیل مطابق الگوی بازارهای ایرانی دراز و کشیده ساخته‌شده و هر صنفی در بخش خاصی از آن قرار دارد. اکونوموزه بانو حیاتی در این بازار قرار دارد. این قسمت از بازار کرمان از زیباترین قسمت‌های آن به‌شمار می‌رود.

## نگارخانه

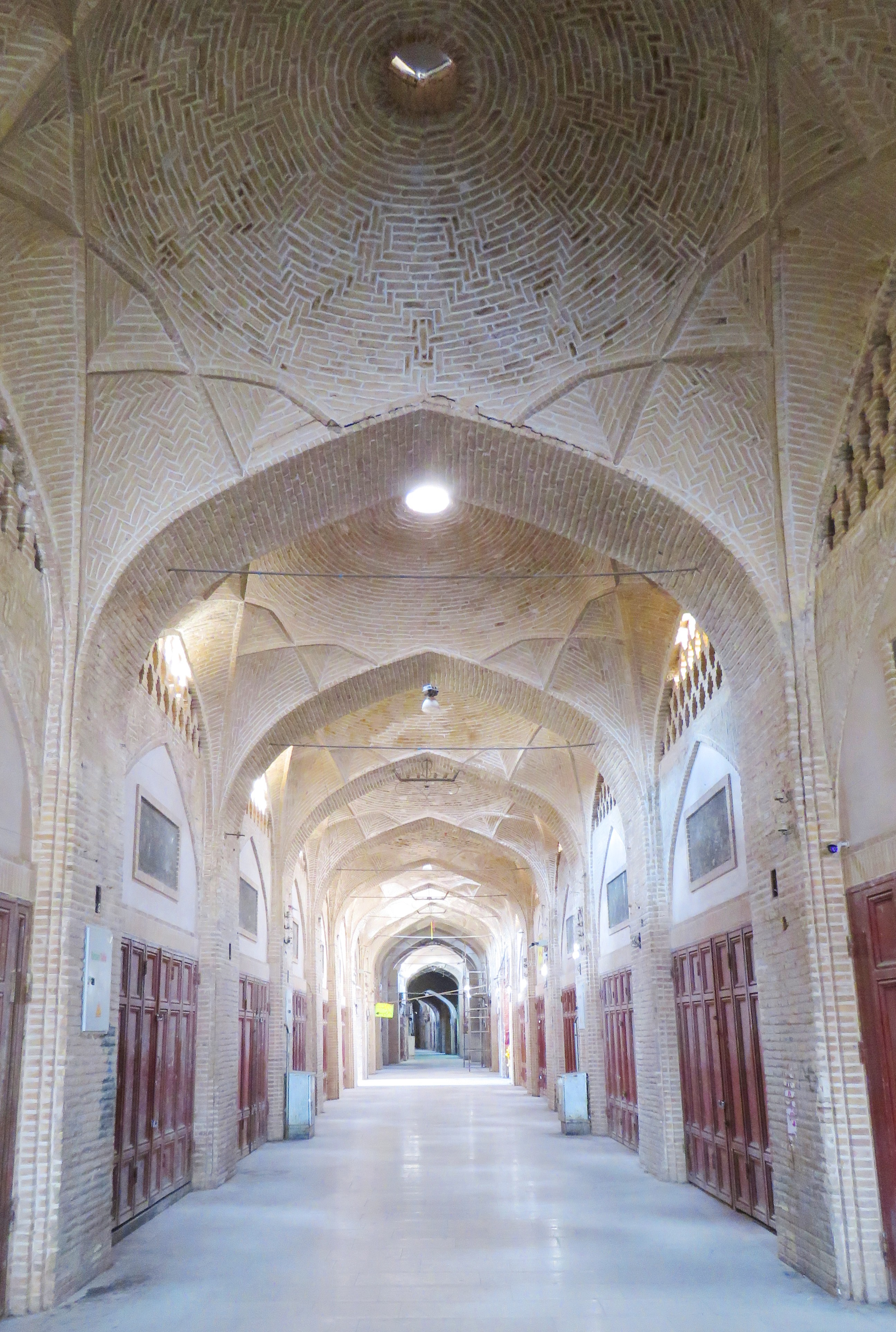
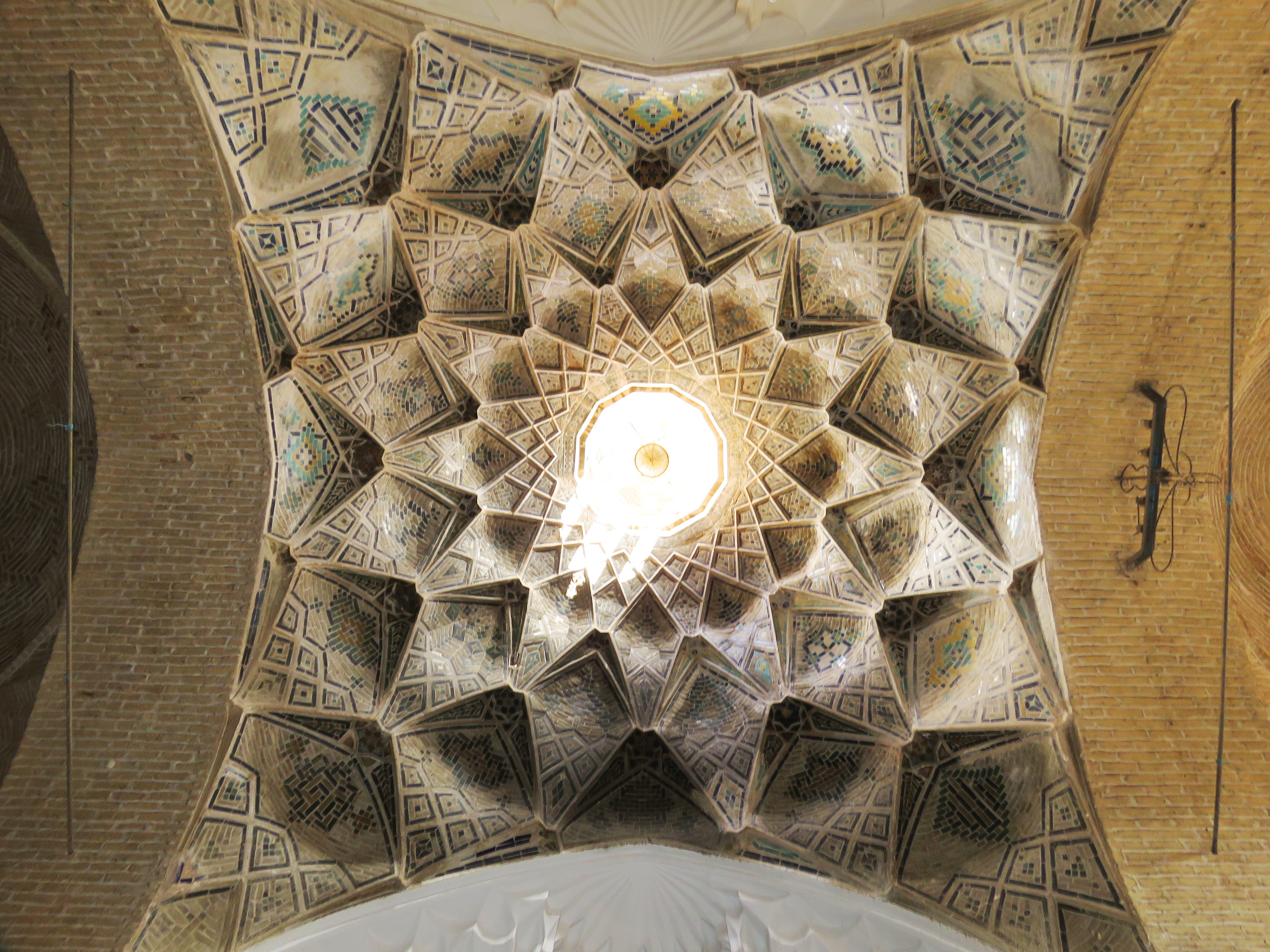
سقف بازار جلوی کاروانسرا ی وکیل
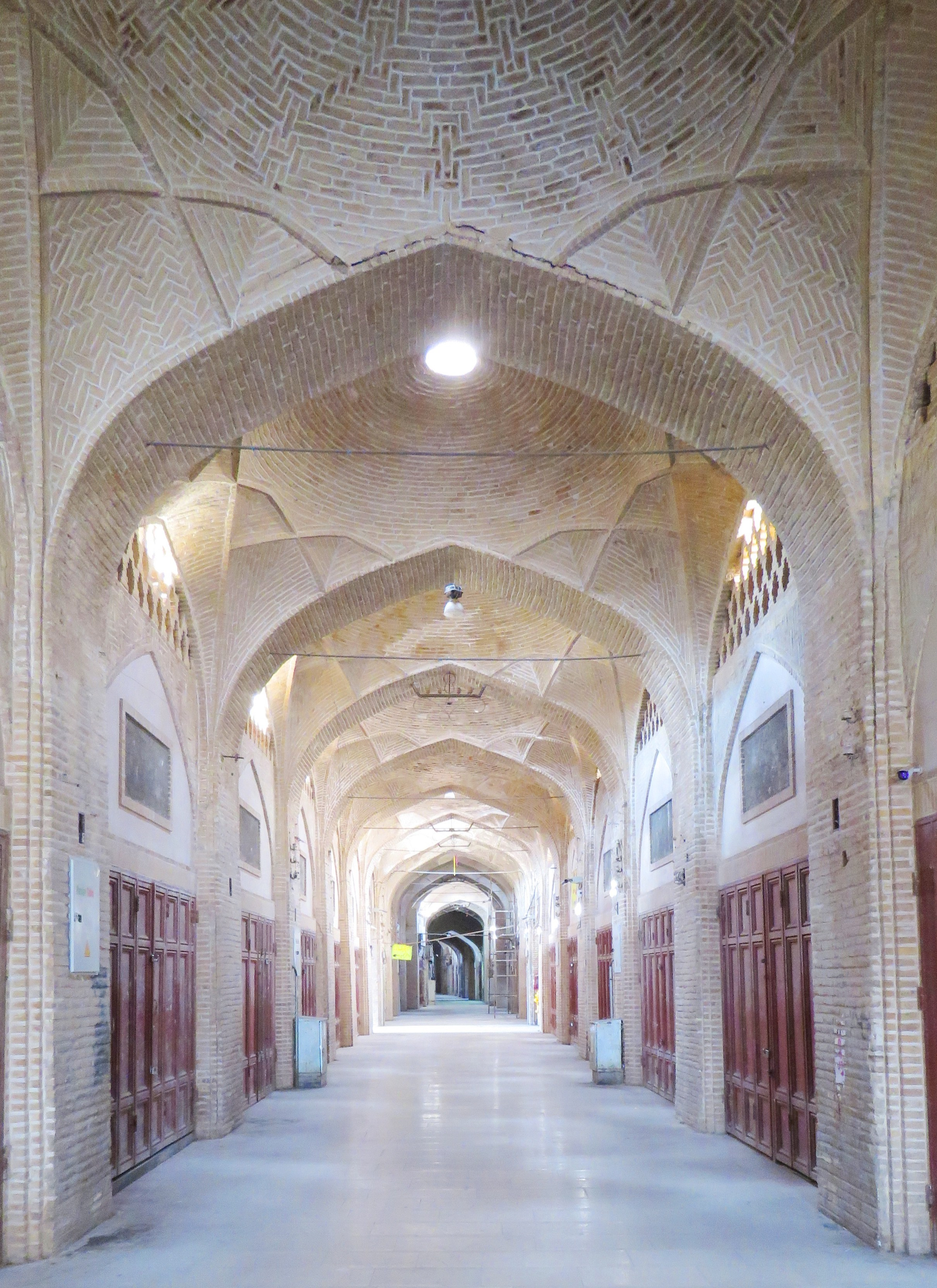
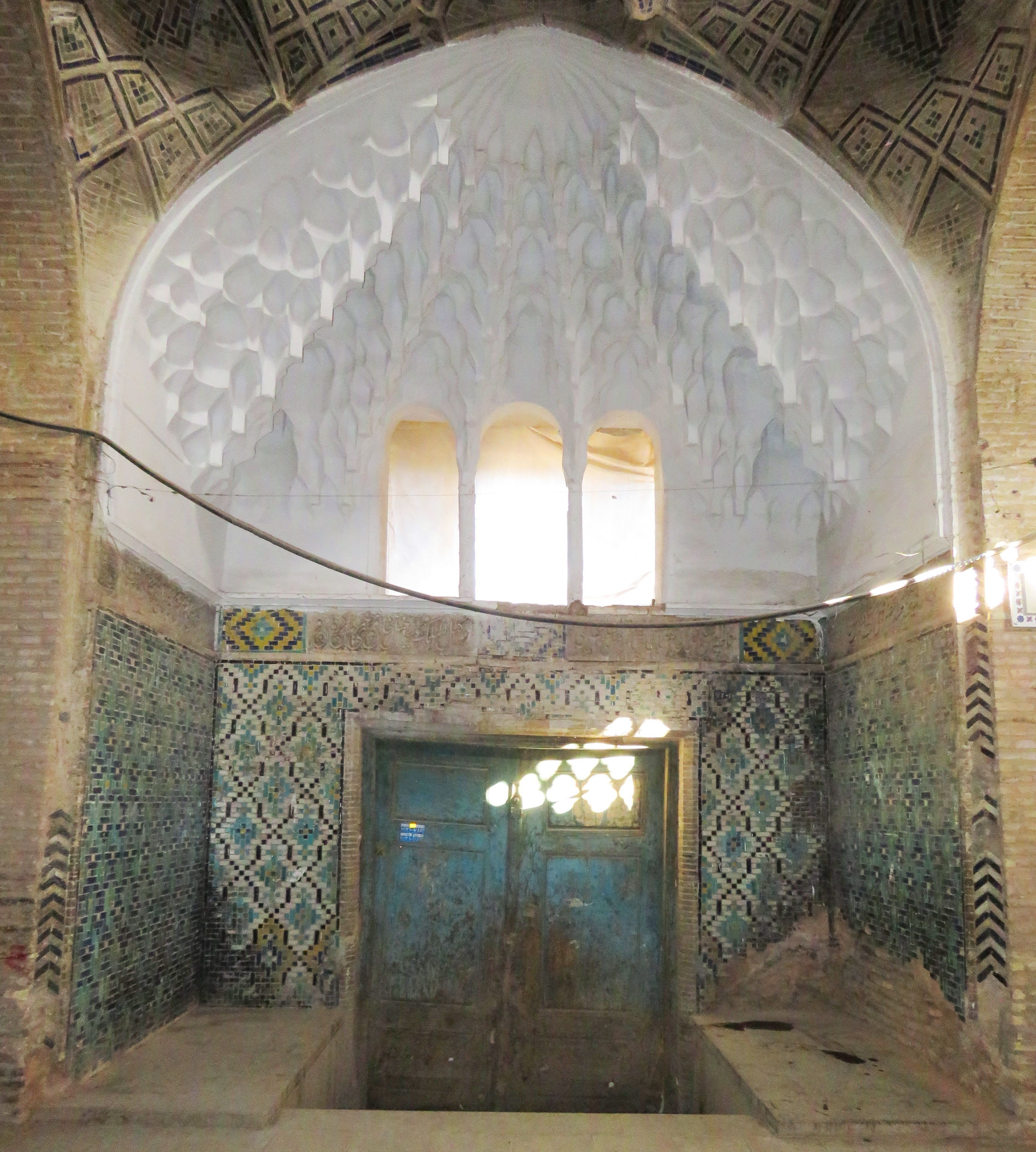
ورودی کاروانسرای وکیل از داخل بازار
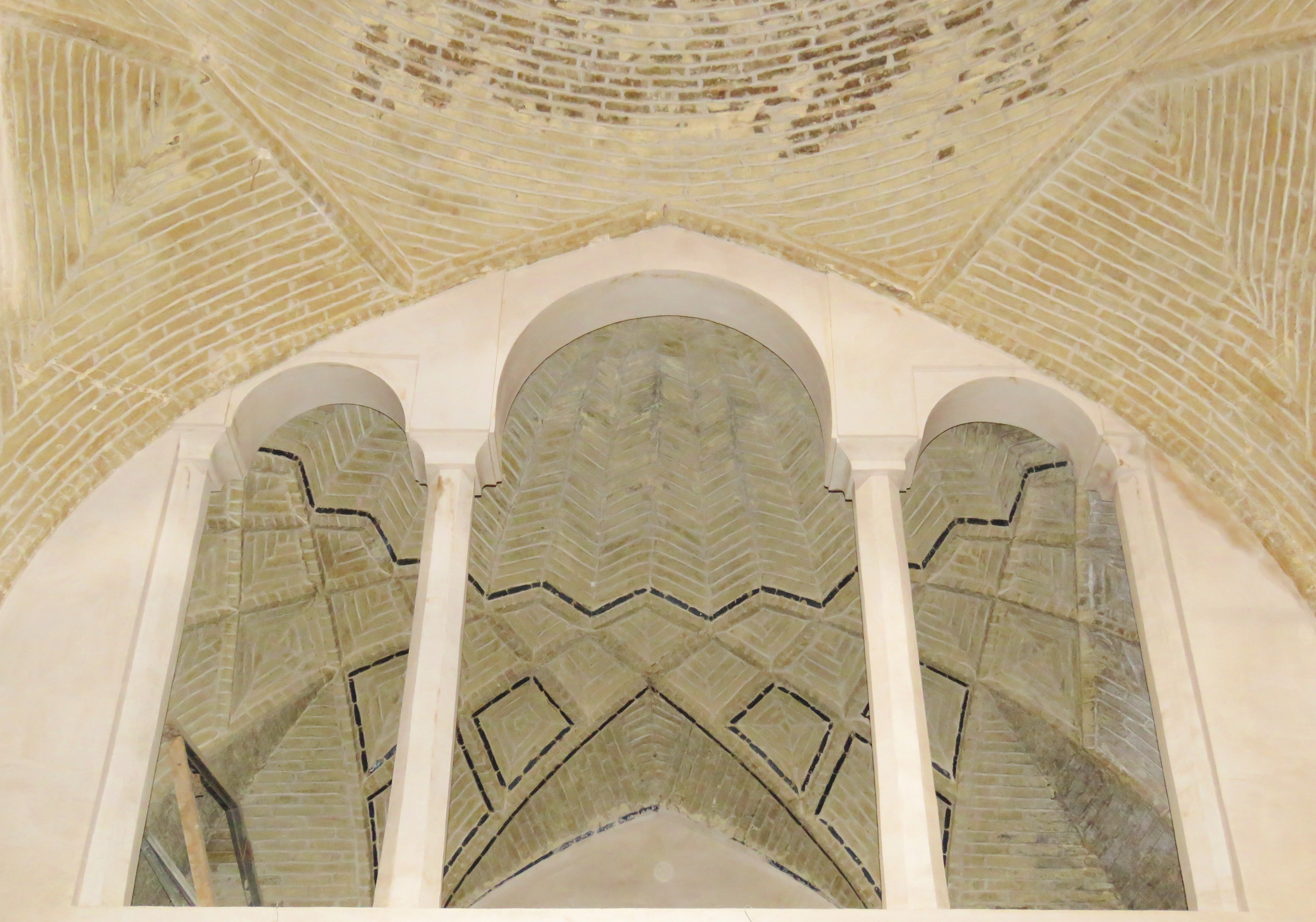
آب انبار وکیل
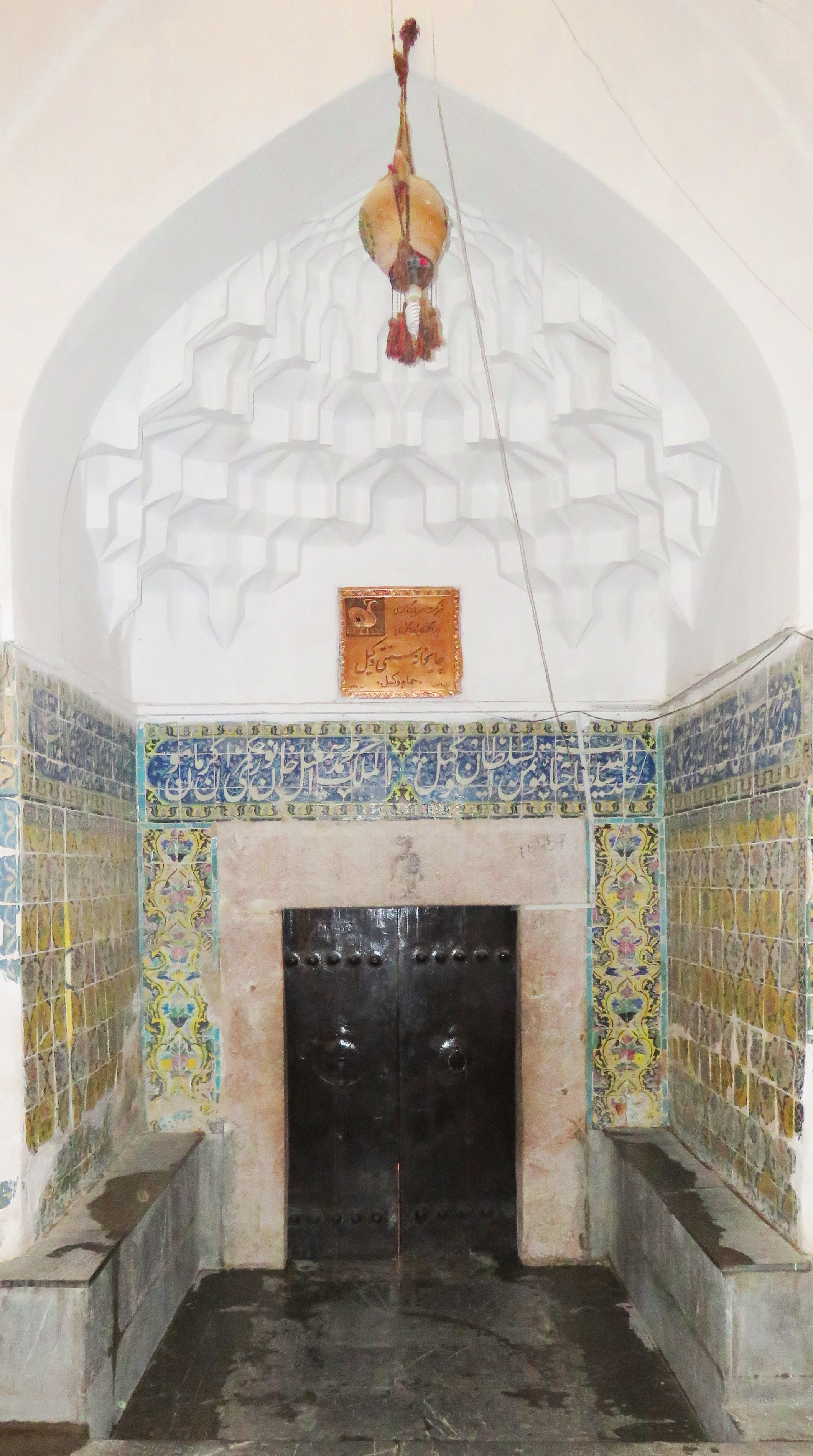
ورودی حمام وکیل
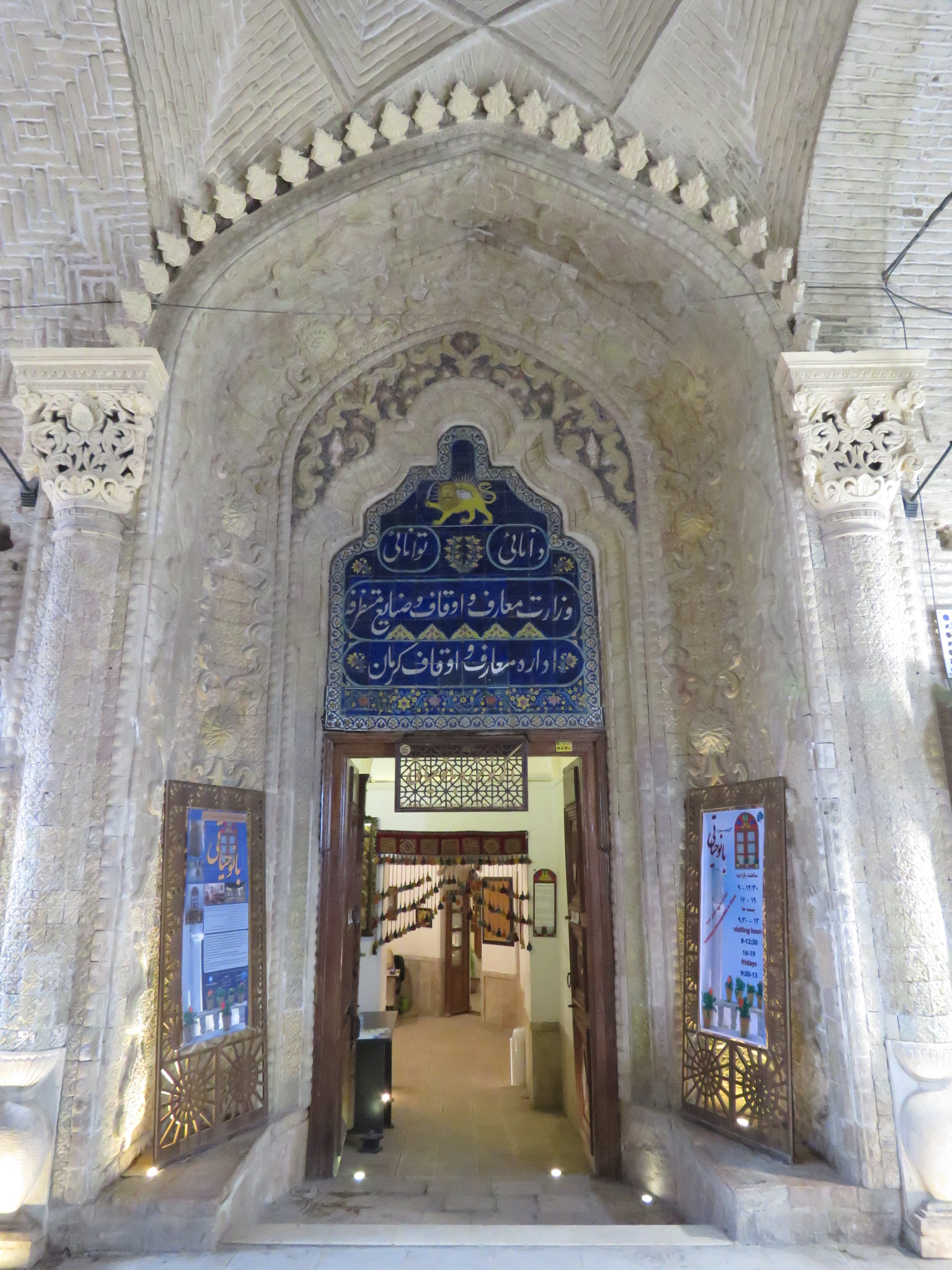
ورودی مدرسه حیاتی